# Oleksandr Berkut
Oleksandr Anatolijowytsch Berkut (ukrainisch Олександр Анатолійович Беркут; * 25. Juli 1991) ist ein ukrainischer Fußballschiedsrichterassistent.
Berkut ist seit der Saison 2020/2021 Schiedsrichterassistent in der ukrainischen Premjer-Liha.
Seit 2023 steht er auf der Liste der FIFA-Schiedsrichter und ist bei internationalen Fußballspielen im Einsatz.
In der Saison 2022/23 war Berkut erstmals bei einem Spiel in der Europa League, in der Saison 2023/24 erstmals bei einem Spiel in der Champions League im Einsatz.
Im April 2024 wurde Berkut als Unterstützungsschiedsrichter für die Europameisterschaft 2024 in Deutschland nominiert.